# Fusillade de San Bernardino
La fusillade de San Bernardino survient le 2 décembre 2015 à San Bernardino près de Los Angeles, en Californie,.
Cette fusillade débute lorsque deux tireurs font irruption dans un centre destiné à accueillir des personnes au chômage ou sans-abri. Le bilan s'élève à 14 personnes décédées et 24 blessés recensés. Les tireurs, lourdement armés, prennent la fuite à bord d'un véhicule SUV, noir, immatriculé dans l'Utah. La police rattrape finalement le véhicule, une fusillade éclate et se solde par la mort des deux suspects. Le 4 décembre 2015, des indices conduisent le FBI à requalifier son enquête en « acte de terrorisme ».
L'attaque est menée au nom de l'État islamique (EI) d'après les déclarations des deux assaillants, mais elle n'a pas été commanditée. L'EI annonce le 4 décembre 2015 dans un communiqué que l'attaque a été menée par deux de ses « partisans », mais il ne revendique pas formellement l'attentat.
Cette attaque est la seconde tuerie la plus meurtrière de l'histoire de la Californie, après le massacre du McDonald's de San Ysidro en 1984.

## Attaque

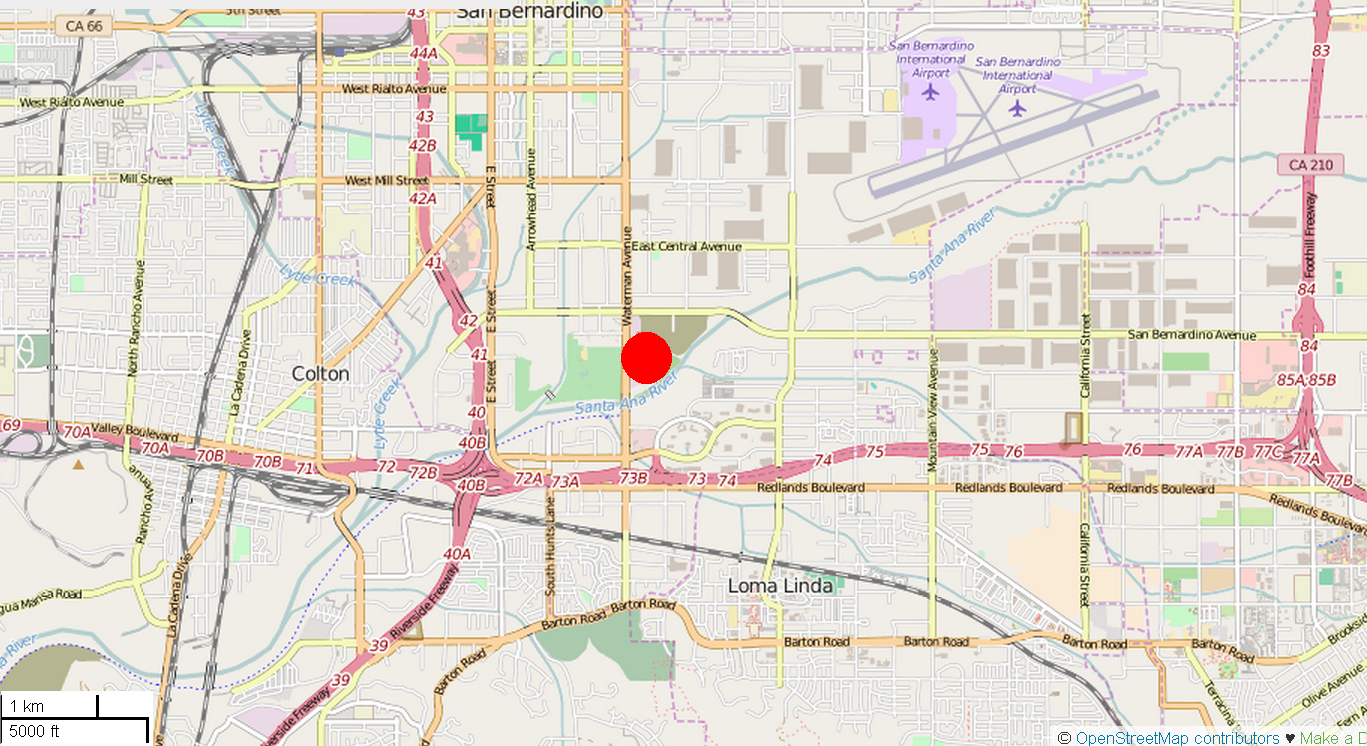
Carte de localisation.

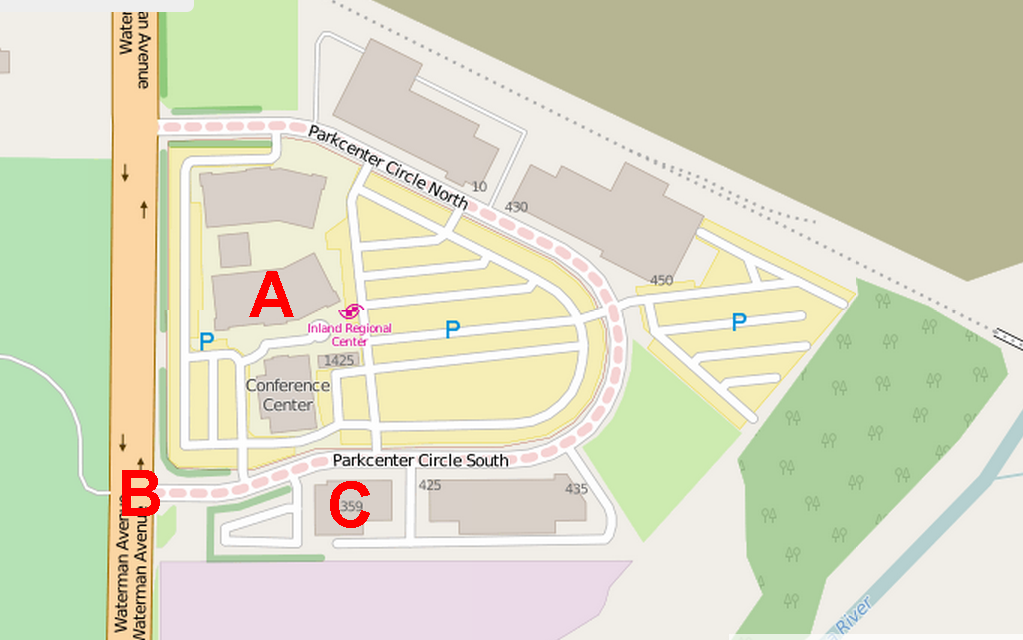
A - Site de tir
B - Endroit où ont été traitées les personnes blessées
C - École pour aveugles où certains ont trouvé refuge

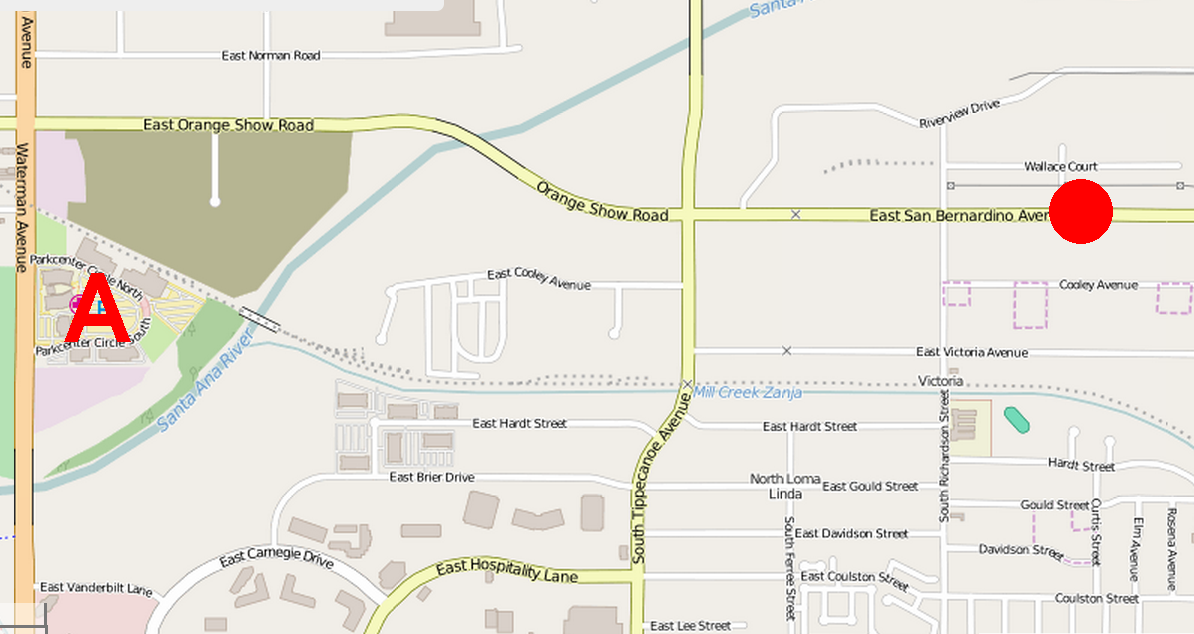
La fusillade a eu lieu côté sud de San Bernardino, juste à l'est de Sheldon Drive ; le « A » à gauche indique l'emplacement de l'Inland Regional Center.

La fusillade a eu lieu à l'Inland Regional Center, un centre à but non lucratif accueillant des personnes présentant des difficultés mentales ou physiques, situé au 1365 South Waterman Avenue.
Le matin de l'attaque, Rizwan Farook et Tashfeen Malik (en) ont laissé leur fille, âgée de six mois et demi, avec la mère de Farook en donnant comme excuse qu'ils avaient un rendez-vous chez le médecin. Farook, qui était inspecteur de l'action sanitaire et sociale chez le San Bernardino County Department of Public Health, assistait à la célébration des fêtes de fin d'année à l'Inland Regional Center. Il y avait plus d'une centaine de personnes qui y assistaient. Certains de ses collègues ont constaté que Farook était calme et silencieux au début de la célébration, puis ont remarqué qu'il était parti de la célébration brusquement, en laissant son manteau, avant la photographie de groupe. Durant les briefings policiers ayant eu lieu ultérieurement, on a indiqué de Farook était parti « sous des circonstances dites furieuses ».

## Victimes

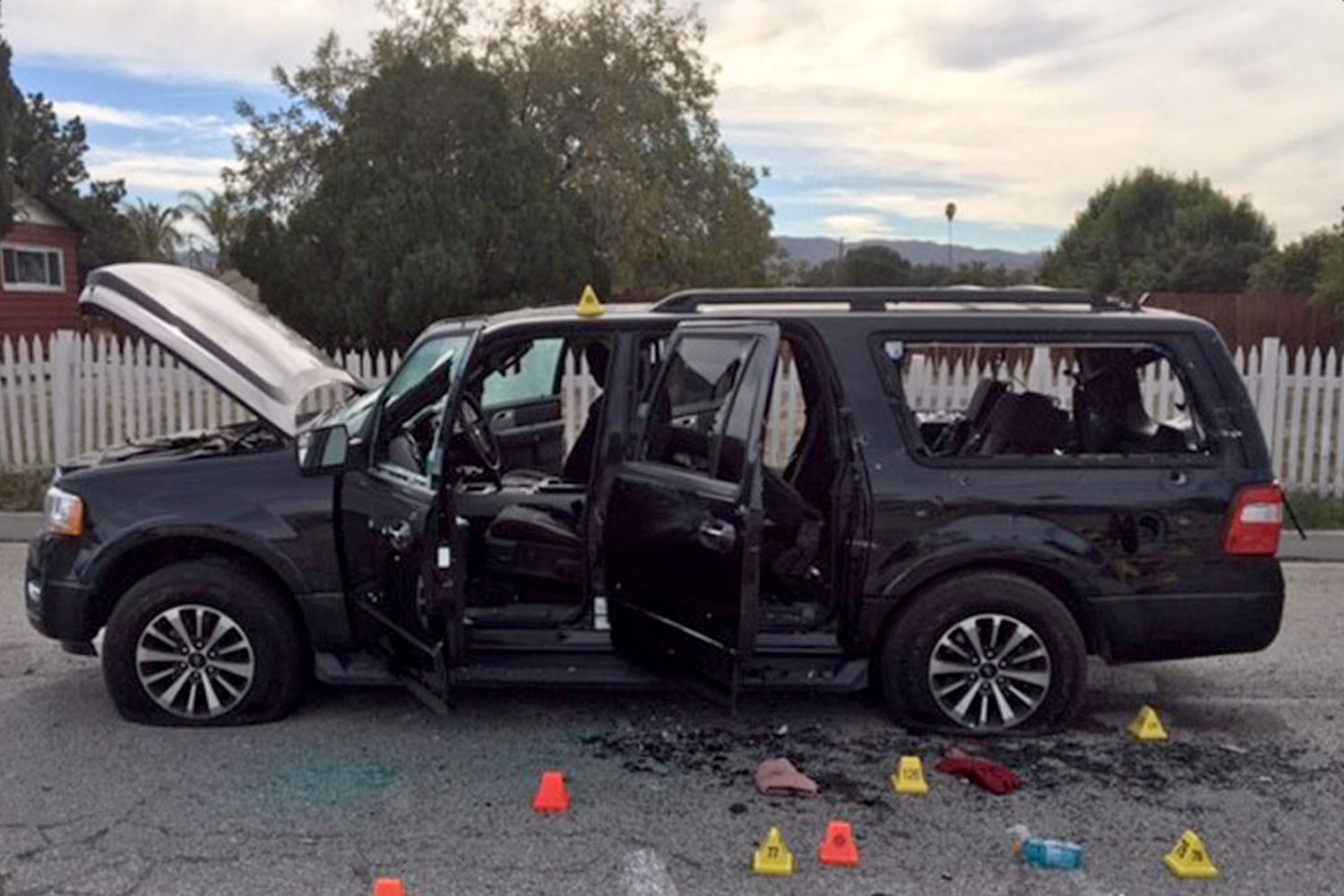
Véhicule utilisé par les suspects.

La liste des victimes comporte au moins 14 morts et 24 blessés.
Les victimes ont été acheminées vers les hôpitaux de Loma Linda et Arrowhead Regional Medical Center (en).

## Suspects
Les autorités ont identifié deux suspects : Syed Rizwan Farook (né le 14 juin 1987 à Chicago), un homme de 28 ans, fils de parents immigrés pakistanais, qui a travaillé cinq ans au sein du département de santé publique de San Bernardino en tant que contrôleur environnemental, et Tashfeen Malik (née le 13 juillet 1986 à Karor Lal Esan, Punjab (Pakistan), son épouse pakistanaise âgée de 27 ans,. Ils se sont rencontrés sur Internet, se sont mariés en Arabie saoudite, et ont une fille de six mois. Ils ont été tués durant un échange de tirs avec les forces de police.
Une troisième personne a été interpellée, mais son implication dans l'attaque reste à démontrer.

## Problèmes rencontrés lors de l'enquête
Pour les besoins de l'enquête, le FBI demande à Apple de débloquer l'iPhone d'un des suspects afin de pouvoir exploiter les informations qu'il contenait (messages, contacts, etc.). La multinationale refuse d'aider les enquêteurs à accéder au contenu chiffré de l'appareil. Le FBI s'est finalement tourné vers deux hackers de la société australienne Azimuth Security, qui ont eux réussi à contourner les systèmes de sécurité du téléphone.

## Motivations de l'attaque
Dans la journée qui suit la fusillade, les raisons qui ont poussé le couple à commettre cette fusillade sont inconnues. Il n'y a pas eu de revendication. La piste d'abord privilégiée est celle d'un différend personnel. Cependant, le 4 décembre, le FBI découvre un message posté par Tashfeen Malik, dans lequel elle déclare prêter allégeance à EI.
Le chef de la police de San Bernardino a déclaré que l'attaque était « au minimum » une « attaque terroriste intérieure », rappelant que d'autres mobiles que le terrorisme islamiste peuvent être qualifiés de terrorisme[réf. souhaitée]. Les enquêteurs américains se concentrent initialement sur la piste d'une autoradicalisation de Tashfeen Malik lors de son voyage en Arabie Saoudite, qui aurait abouti à cet acte inspiré des méthodes de l’EI, plutôt que sur la piste d'un acte directement commandité par ce dernier.
Le 4 décembre, l'État islamique (EI) revendique la responsabilité de l'attaque dans un bulletin radiophonique et affirme qu'elle a été menée par « deux partisans » (en arabe : مناصران, Munasiran). Cela constituerait la première attaque terroriste de l'EI sur le territoire américain. Le groupe djihadiste déclare : « Les deux assaillants ont ouvert le feu à l'intérieur du centre, tuant 14 personnes et en blessant 17 autres ». L'emploi du qualificatif de « partisans de l'État islamique » laisse sous-entendre que l'attaque a été organisée par ses auteurs et qu'elle n'a pas été commanditée directement par l’EI, l'organisation parlant généralement de « soldats du califat » dans ce cas-là,.
Selon des « autorités gouvernementales », rien ne permet de dire si l'État islamique était au courant de cette attaque.
Le 19 janvier 2016, l'EI se livre à une apologie en règle des auteurs de la fusillade de San Bernardino en leur consacrant les deux pages d'avant-propos de son webzine Dabiq. Reprenant une photo du berceau de leur bébé, le groupe déclare notamment que « Syed et sa femme n'ont pas hésité à remplir leur obligation malgré le fait qu'ils aient une fille à charge »,. 

## Réactions
Barack Obama a réagi en présentant ses condoléances aux familles des victimes et en évoquant son projet de réforme du contrôle des armes aux États-Unis, qui pourrait selon lui restreindre le nombre de tueries, « sans équivalent ailleurs dans le monde ». De plus, le 6 décembre, le Président des États-Unis s’adresse à la nation américaine dans une allocution télévisée depuis le bureau ovale de la Maison Blanche.
La communauté musulmane de Californie du Sud a immédiatement condamné cette attaque, via l'association CAIR Los Angeles, qui déclare : « Nous condamnons sans réserves l’acte horrible qui s’est produit aujourd’hui ».
Le gouverneur de Californie, Jerry Brown, déclare : « Nos prières et nos pensées sont avec les familles des victimes et tous ceux qui ont souffert de cette attaque brutale. La Californie ne ménagera pas ses efforts pour traduire ces tueurs devant la Justice ». Et il annonce reporter la traditionnelle cérémonie d'illumination du sapin de Noël devant le Capitole de Californie.
Le 7 décembre, Donald Trump, candidat aux primaires du parti républicain, réagit à cette attaque en appelant à refuser l'entrée aux États-Unis aux personnes de confession musulmane.
Le 8 décembre, l'Assemblée nationale française a observé une minute de silence en hommage aux 14 victimes.
Le 17 décembre, Disney Parks, Seaworld et Universal annoncent l'installation de détecteurs de métaux à l'entrée de leurs parcs respectifs 15 jours après la fusillade de San Bernardino,.